# Melhania
Melhania är ett släkte av malvaväxter. Melhania ingår i familjen malvaväxter.

## Bildgalleri

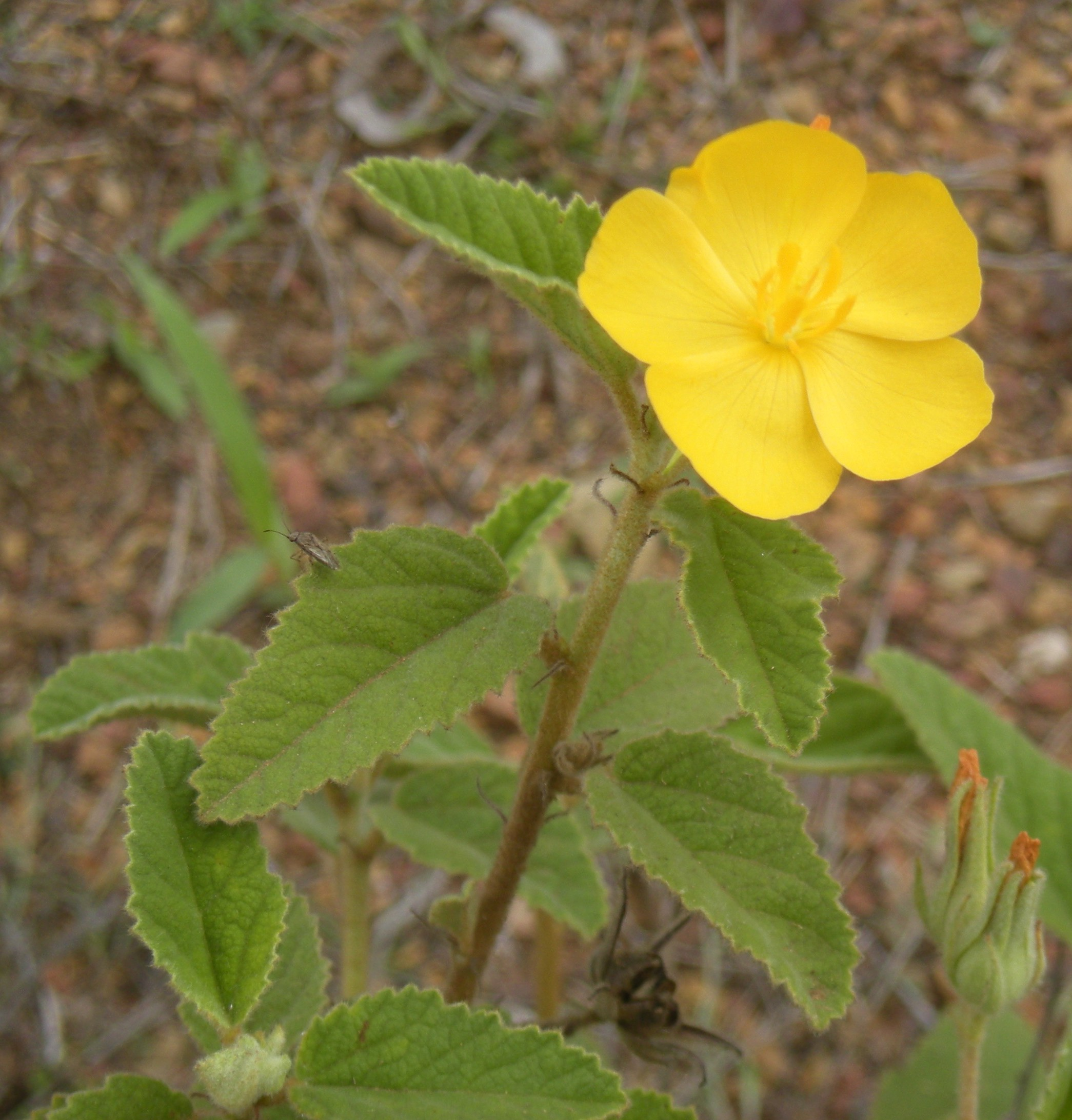
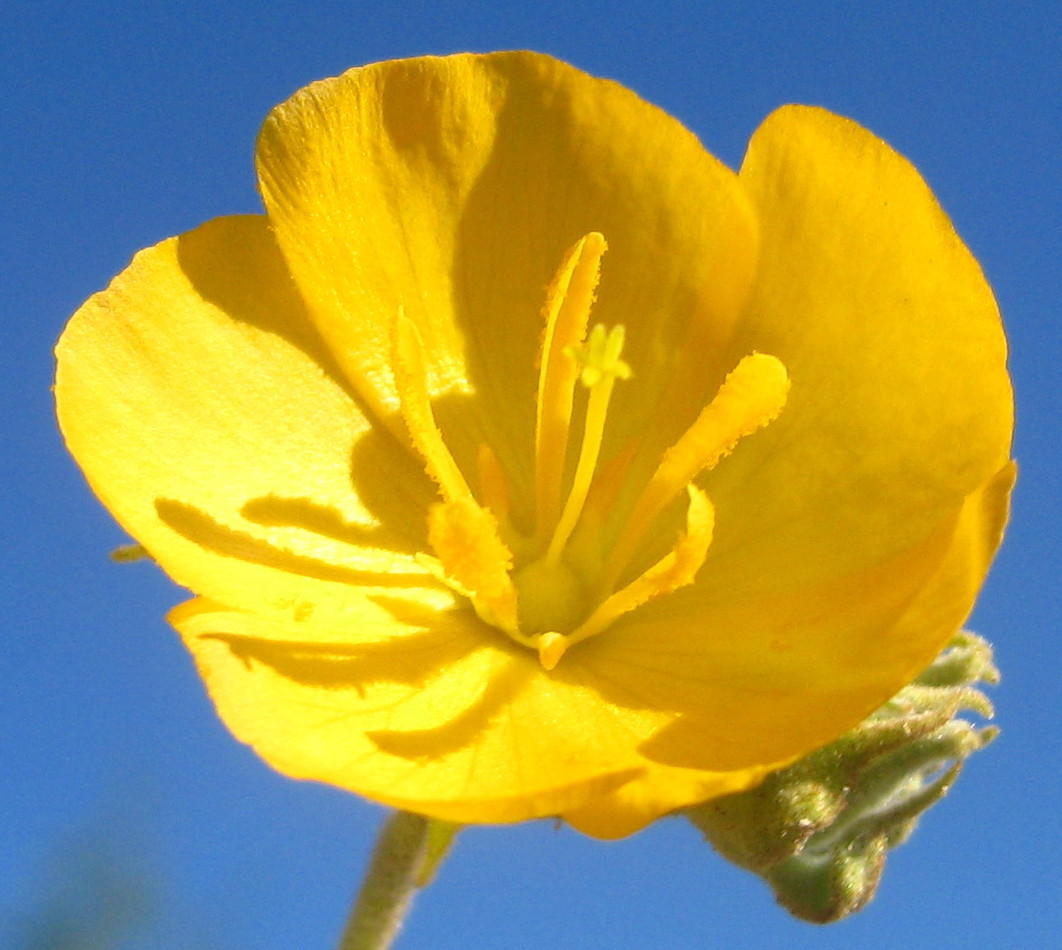
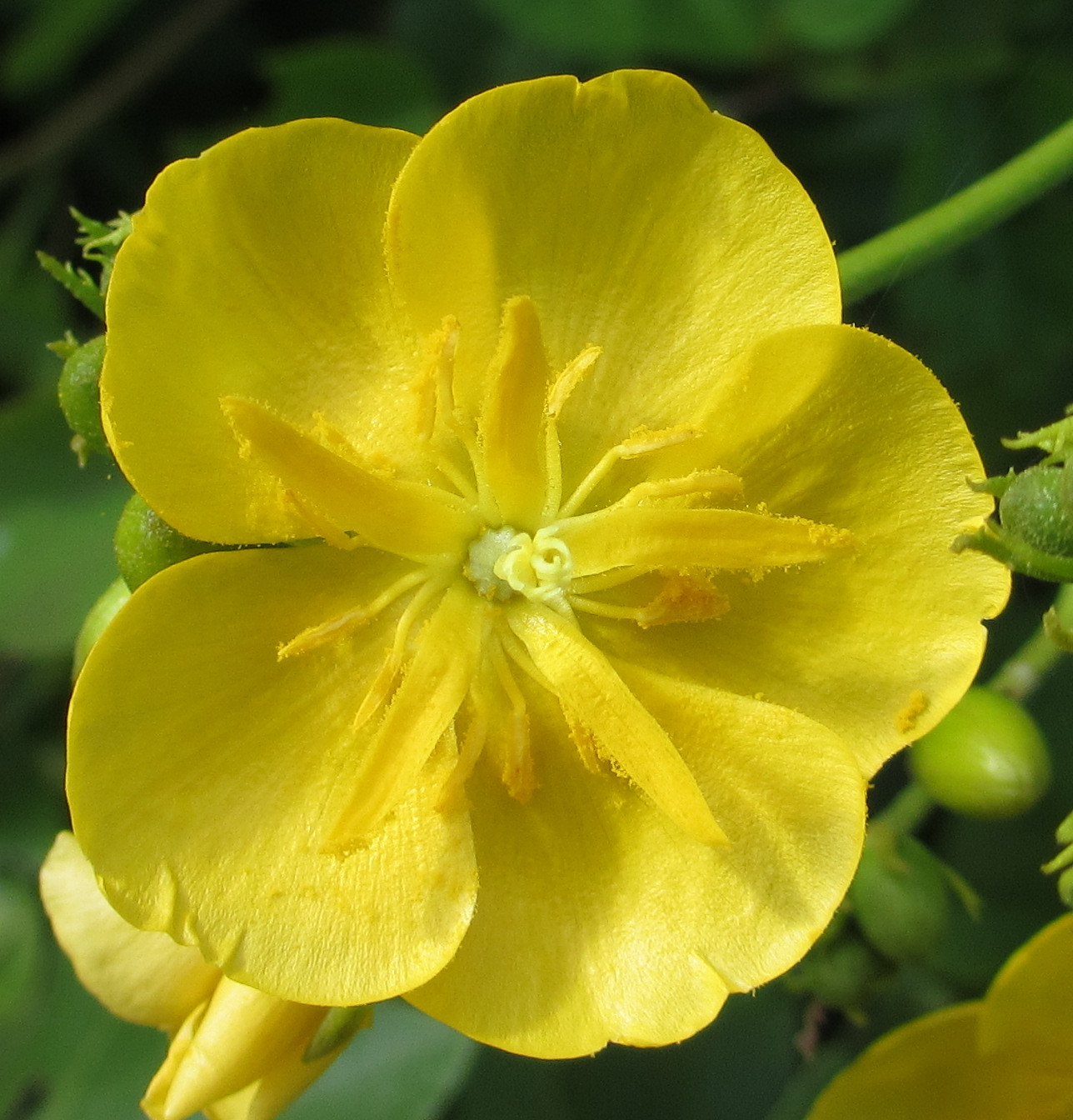
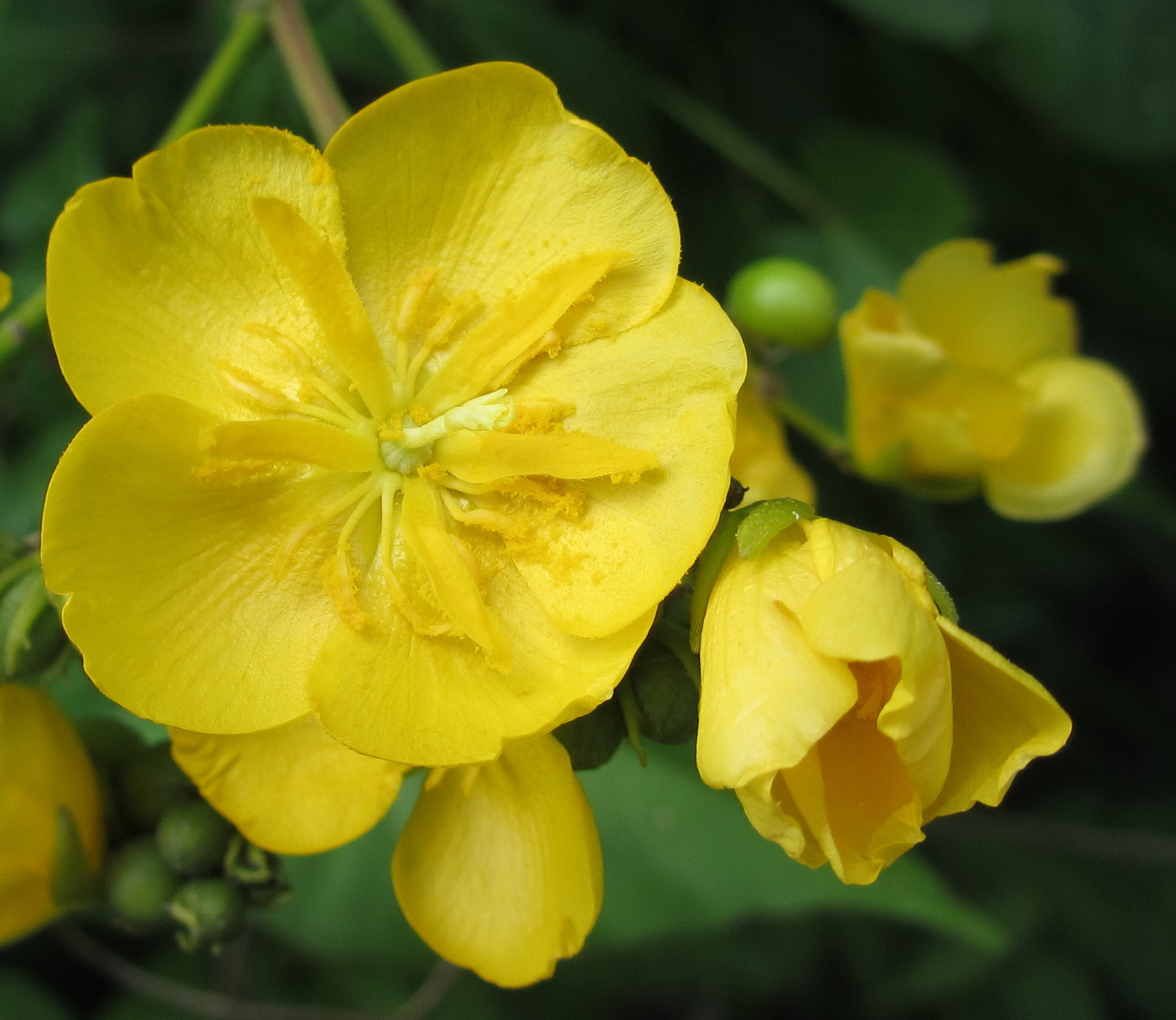
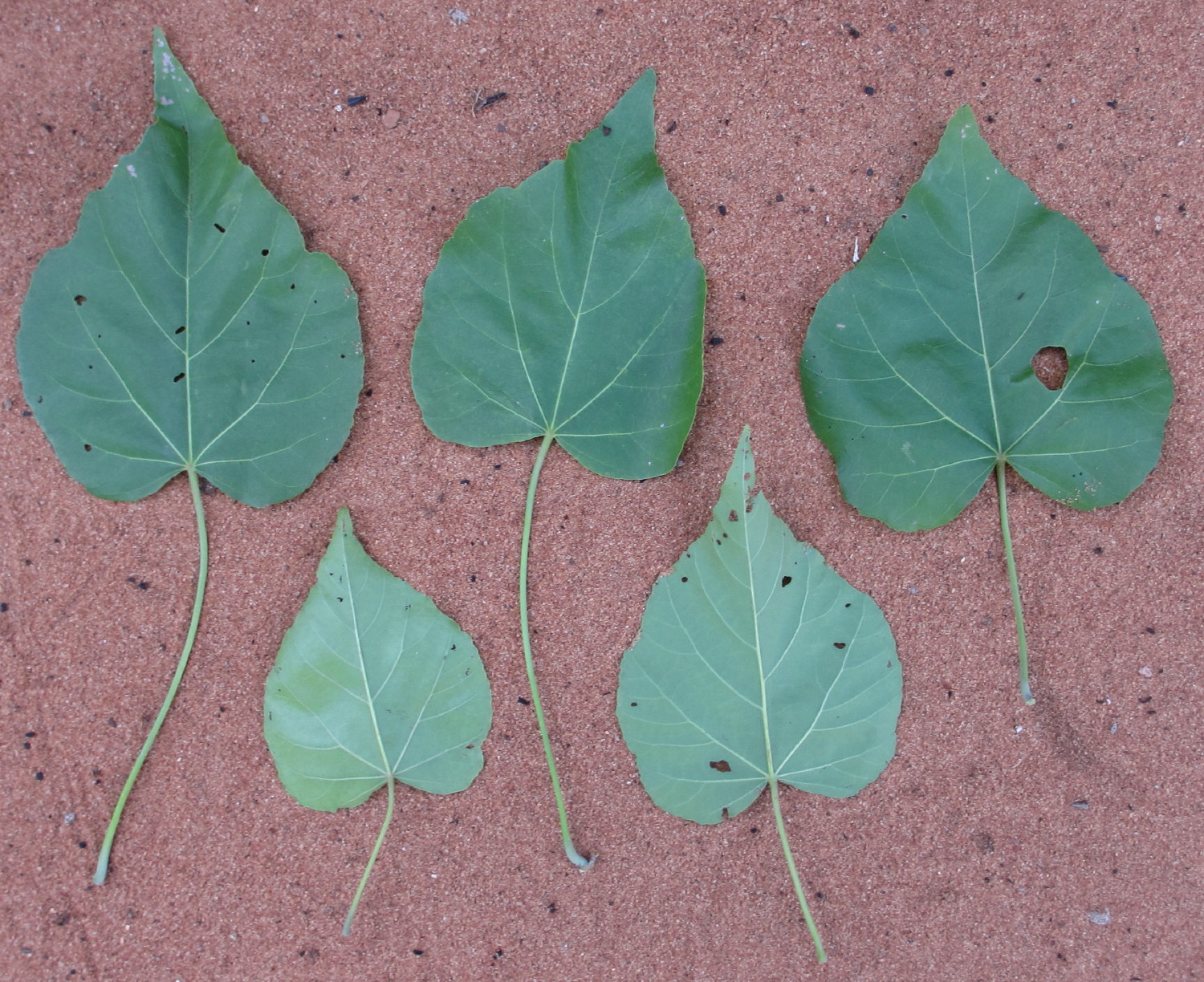

## Dottertaxa tillMelhania, i alfabetisk ordning[1]
- Melhania acuminata
- Melhania albiflora
- Melhania ambovombeensis
- Melhania andrahomanensis
- Melhania angustifolia
- Melhania annua
- Melhania apiculata
- Melhania beguinotii
- Melhania burchellii
- Melhania cannabina
- Melhania carrissoi
- Melhania corchoriflora
- Melhania coriacea
- Melhania damarana
- Melhania decaryana
- Melhania dehnhardtii
- Melhania denhamii
- Melhania didyma
- Melhania engleriana
- Melhania fiherenanensis
- Melhania forbesii
- Melhania fruticosa
- Melhania futteyporensis
- Melhania hamiltoniana
- Melhania hiranensis
- Melhania humbertii
- Melhania incana
- Melhania integra
- Melhania itampoloensis
- Melhania jaberi
- Melhania javanica
- Melhania kelleri
- Melhania latibracteolata
- Melhania magnifolia
- Melhania mananarensis
- Melhania menafe
- Melhania milleri
- Melhania minutissima
- Melhania muricata
- Melhania oblongifolia
- Melhania orbiculari-dentata
- Melhania ovata
- Melhania parviflora
- Melhania perrierii
- Melhania phillipsiae
- Melhania poissonii
- Melhania polygama
- Melhania polyneura
- Melhania praemorsa
- Melhania prostrata
- Melhania quercifolia
- Melhania randii
- Melhania rehmannii
- Melhania rotundata
- Melhania sidoides
- Melhania somalensis
- Melhania spathulata
- Melhania stipulosa
- Melhania substricta
- Melhania suluensis
- Melhania tomentosa
- Melhania transvaalensis
- Melhania tulearensis
- Melhania velutina
- Melhania virescens
- Melhania vohipalyensis
- Melhania volleseniana
- Melhania zavattarii